# Edith Södergran
Edith Södergran (ur. 4 kwietnia 1892, zm. 24 czerwca 1923) – poetka fińska tworząca w języku szwedzkim.

## Życiorys
Jej rodzicami byli Matts Södergran i Helena z domu Holmros. Urodziła się w Petersburgu.  Tam też się wykształciła. Początkowo tworzyła poezje w języku niemieckim. W styczniu 1909 stwierdzono u niej gruźlicę. W 1914 przybyła na tereny dzisiejszej Republiki Finlandii, ówcześnie wchodzące w skład Wielkiego Księstwa Finlandii. W 1915 w Helsinkach spotkała pisarza Arvida Mörne (1876-1946), który ośmielił ją do rozwinięcia twórczości. Prawdopodobnie pod wpływem filologa Hugo Bergrotha (1866-1937) porzuciła niemiecki na rzecz szwedzkiego. Zadebiutowała w 1916 tomem Dikter (Poezje). Później wydała jeszcze między innymi Rosenaltaret (Różany ołtarz, 1919) i Landet som icke är (Kraj, którego nie ma, 1925).
Poetka uchodzi za jedną z najważniejszych przedstawicielek modernizmu. Jej zasługą było wprowadzenie wiersza wolnego i nierymowanego, jak również odejście od tradycyjnego obrazowania.
Wiersze Edith Södergran tłumaczyli na język polski między innymi Ryszard Mierzejewski i Leonard Neuger. W 1995 Alicja Rybałko wydała osobny tomik Moje życie, moja śmierć, mój los: wybór wierszy. W 2015 Ryszard Mierzejewski wydał wybór wierszy Edith Södergran "Kraj, którego nie ma".